# ايفار إنغستروم
ايفار إنغستروم (بالسويدية: Ivar Engström)‏ (و. 1881 – 1971 م) هو مهندس معماري، من السويد، ولد في ستوكهولم، توفي في ستوكهولم، عن عمر يناهز 90 عاماً.

## التعليم
تعلم في المعهد الملكي للتكنولوجيا.